# Märjamaa
Märjamaa (autrefois Merjama) est un bourg (alev) estonien de la commune de Märjamaa dans la région de Rapla. Sa population, en diminution, comptait 3 108 habitants en 2008.

## Personnalités
- Adam von Bistram (1774-1828), général de l'armée impériale russe, y est né.
- Johannes Burchart VI (1718-1756), pharmacien et médecin de Reval, fut seigneur de Märjamaa.